# قائمة حكام لوكسمبورغ
كان حاكم لوكسمبورغ يحمل منصب كونت ثم دوق ثم دوق أكبر.
كانت حاكم لوكسمبورغ جزء من مملكة ألمانيا ثم الإمبراطورية الرومانية المقدسة ثم حصلت على السيادة عام 1815.
هذه قوائم بحكام لوكسمبورغ:

## كونتات لوكسمبورغ

### بيت لوكمسبورغ القديم
| الصورة | الاسم          | تاريخ الميلاد | تاريخ الوفاة        | الحكم                                | الصلة بسابقه |
| ------ | -------------- | ------------- | ------------------- | ------------------------------------ | ------------ |
|        | سيغفريد        | 922           | 28 تشرين الأول 998  | 963 حتى 28 تشرين الأول 998           |              |
|        | هاينريش الأول  | 964           | 27 شباط 1026        | 28 تشرين الأول 998 حتى 27 شباط 1026  | ابنه         |
|        | هاينريش الثاني | 1007          | 16 تشرين الأول 1047 | 27 شباط 1026 حتى 16 تشرين الأول 1047 | ابن الأخ     |
|        | جيزلبرت        | 1007          | 14 آب 1059          | 16 تشرين الأول 1047 حتى 14 آب 1059   | الأخ         |
|        | كونراد الأول   | 1040          | 8 آب 1086           | 14 آب 1059 حتى 8 آب 1086             | ابنه         |
|        | هاينريش الثالث | 1070          | 1096                | 8 آب 1086 حتى 1096                   | ابنه         |
|        | فيلهلم الأول   | 1081          | 1131                | 1096 حتى 1131                        | الأخ         |
|        | كونراد الثاني  | 1106          | 1136                | 1131 حتى 1136                        | ابنه         |

### بيت لوكسمبورغ-نامور
| الصورة | الاسم                 | تاريخ الميلاد | تاريخ الوفاة | فترة الحكم          | الصلة بسابقه |
| ------ | --------------------- | ------------- | ------------ | ------------------- | ------------ |
|        | هاينريش الرابع الأعمى | 1112          | 14 آب 1196   | 1136 حتى 14 آب 1196 | ابن عمه      |

### بيت هوهنشتاوفن
| الصورة | الاسم | تاريخ الميلاد    | تاريخ الوفاة         | فترة الحكم    | الصلة بسابقه           |
| ------ | ----- | ---------------- | -------------------- | ------------- | ---------------------- |
|        | أوتو  | حزيران/تموز 1170 | 13 كانون الثاني 1200 | 1196 حتى 1197 | قريب من الدرجة الثالثة |

### بيت لوكسمبورغ-نامور
| الصورة | الاسم         | تاريخ الميلاد | تاريخ الوفاة | فترة الحكم                | الصلة بسابقه                                              |
| ------ | ------------- | ------------- | ------------ | ------------------------- | --------------------------------------------------------- |
|        | إرميزيند      | تموز 1186     | 12 شباط 1247 | 1197 حتى 12 شباط 1247     | البنت الوحيدة لهنري الرابع وقريبة من الدرجة الرابعة لأوتو |
|        | ثيوبالد الأول | 1158          | 13 شباط 1214 | 1197 حتى 13 شباط 1214     | زوجها الأول وحكم معها                                     |
|        | فاليران       | 1180          | 2 تموز 1226  | أيار 1214 حتى 2 تموز 1226 | الزوج الثاني وحكم معها                                    |

### بيت لوكسمبورغ-ليمبورخ
| الصورة | الاسم                 | تاريخ الميلاد | تاريخ الوفاة         | فترة الحكم                            | الصلة بسابقه |
| ------ | --------------------- | ------------- | -------------------- | ------------------------------------- | ------------ |
|        | هاينريش الخامس الأشقر | 1216          | 24 كانون الأول 1281  | 12 شباط 1247 حتى 24 كانون الأول 1281  | ابنها        |
|        | هاينريش السادس المدان | 1240          | 5 حزيران 1288        | 24 كانون الأول 1281 حتى 5 حزيران 1288 | ابنه         |
|        | هاينريش السابع        | 1275/1270     | 24 آب 1313           | 5 حزيران 1288 حتى 24 آب 1313          | ابنه         |
|        | يانغ الأول الأعمى     | 10 آب 1296    | 26 آب 1346           | 24 آب 1313 حتى 26 آب 1346             | ابنه         |
|        | كارل الأول            | 14 أيار 1316  | 29 تشرين الثاني 1378 | 26 آب 1346 حتى 1353                   | ابنه         |
|        | فنتسل الأول           | 25 شباط 1337  | 7 كانون الأول 1383   | 1353 حتى 13 آذار 1354                 | الأخ         |

## دوق لوكسمبورغ
في عام 1354 تم رفع درجة لوكسمبورغ من مقاطعة (County) إلى دوقية.

### بيت لوكسمبورغ-ليمبورغ
| الصورة | الاسم                   | تاريخ الميلاد     | تاريخ الوفاة         | فترة الحكم                                   | الصلة بسابقه           |
| ------ | ----------------------- | ----------------- | -------------------- | -------------------------------------------- | ---------------------- |
|        | فنتسل الأول             | 25 شباط 1337      | 7 كانون الأول 1383   | 13 آذار 1354 حتى 7 كانون الأول 1383          | هو نفسه بصفته كونتاً    |
|        | فنتسل الثاني الكسول     | 26 شباط 1361      | 16 آب 1419           | 7 كانون الأول 1383 حتى 1388                  | ابن الأخ               |
|        | جوبست                   | كانون الأول 1351  | 18 كانون الثاني 1411 | 1388 حتى 18 كانون الثاني 1411                | ابن عم                 |
|        | إليزابيث الأولى         | تشرين الثاني 1390 | 2 آب 1451            | 18 كانون الثاني 1411 حتى 1443                | الوريثة                |
|        | أنطوني                  | آب 1384           | 25 تشرين الأول 1415  | 18 كانون الثاني 1411 حتى 25 تشرين الأول 1415 | زوجها الأول وحكم معها  |
|        | يانغ الثاني عديم الرحمة | 1374              | 6 كانون الثاني 1425  | 10 آذار 1418 حتى 6 كانون الثاني 1425         | زوجها الثاني وحكم معها |

لكون إليزابيث ليس لها أطفال أحياء فقد باعت لوكسمبورغ عام 1441 لـ فيليب الثالث دوق بورغندي بشرط عدم امتلاكه لها إلا بعد وفاتها.
استولى فيليب على مدينة لوكسمبورغ في عام 1443 لكنه لم يحز على لقب دوق لوكسمبورغ بسبب النزاع على اللقب الذي طالبت به آنا من النمسا، وهو أحد أقرب أقارب بيت لوكسمبورغ.

#### المطالبين بالحكم
| الصورة | الاسم            | تاريخ الميلاد        | تاريخ الوفاة         | فترة الحكم                                    | الصلة بسابقه                  |
| ------ | ---------------- | -------------------- | -------------------- | --------------------------------------------- | ----------------------------- |
|        | إليزابيث الأولى  | تشرين الثاني 1390    | 2 آب 1451            | 1443 حتى 2 آب 1451                            |                               |
|        | لاديسلاف اليتيم  | 22 شباط 1440         | 23 تشرين الثاني 1457 | 2 آب 1451 حتى 23 تشرين الثاني 1457            | ابن عم                        |
|        | آنا النمساوية    | 12 نيسان 1432        | 13 تشرين الثاني 1462 | 23 تشرين الثاني 1457 حتى 13 تشرين الثاني 1462 | الأخت                         |
|        | فيلهلم الشجاع    | 30 نيسان 1425        | 17 أيلول 1482        | 23 تشرين الثاني 1457 حتى 13 تشرين الثاني 1462 | زوجها والمطالب بعرشها         |
|        | إليزابيث الثانية | 1436                 | 30 آب 1505           | 13 تشرين الثاني 1462 حتى 1467                 | اختها                         |
|        | كازيمير ياغيلون  | 30 تشرين الثاني 1427 | 7 حزيران 1492        | 13 تشرين الثاني 1462 حتى 1467                 | زوجها والمطالب بعرشها         |
|        | جورج بوديبراد    | 23 نيسان 1420        | 22 آذار 1471         | 1458 حتى 1471                                 | طالب باللقب بصفته ملك بوهيميا |

### عائلة فالوا-بورغندي
في عام 1467، تخلت إليزابيث الثانية عن مطالبتها بلقب دوقة لوكسمبورغ لصالح ابن فيليب الثالث شارل دوق بورغندي، والذي أضاف لقب دوق لوكسمبورغ إلى لقبه الأول (دوق بورغندي).
| الصورة | الاسم                          | تاريخ الميلاد        | تاريخ الوفاة         | فترة الحكم                             | الصلة بسابقه           |
| ------ | ------------------------------ | -------------------- | -------------------- | -------------------------------------- | ---------------------- |
|        | فيليب الأول الطيب              | 31 تموز 1396         | 15 حزيران 1467       | 1443 حتى 15 حزيران 1467                | قريب من الدرجة الثانية |
|        | شارل الثاني الجريء             | 10 تشرين الثاني 1433 | 5 كانون الثاني 1477  | 15 حزيران 1467 حتى 5 كانون الثاني 1477 | الابن                  |
|        | ماري الأولى الغنية             | 13 شباط 1457         | 27 آذار 1482         | 5 كانون الثاني 1477 حتى 27 آذار 1482   | الابنة                 |
|        | ماكسيمليان الأول القارس الأخير | 22 آذار 1459         | 12 كانون الثاني 1519 | 5 كانون الثاني 1477 حتى 27 آذار 1482   | زوجها والحاكم معها     |

### آل هابسبورغ
انتقل حكم لوكسمبورغ إلى عائلة هابسبورغ في عام 1482.
بعد تنازل الإمبراطور كارلوس الخامس، ذهبت دوقية لوكسمبورغ إلى الخط الإسباني في عائلة هابسبورغ.
| الصورة | الاسم                  | تاريخ الميلاد       | تاريخ الوفاة        | فترة الحكم                             | الصلة بسابقه |
| ------ | ---------------------- | ------------------- | ------------------- | -------------------------------------- | ------------ |
|        | فيليب الثاني الوسيم    | 22 تموز 1478        | 25 أيلول 1506       | 27 آذار 1482 حتى 25 أيلول 1506         | الابن        |
|        | كارلوس الثالث الذهبي   | 24 شباط 1500        | 21 أيلول 1558       | 25 أيلول 1506 حتى 16 شباط 1556         | الابن        |
|        | فيليب الثالث الحذر     | 21 أيار 1527        | 13 أيلول 1598       | 16 كانون الثاني 1556 حتى 13 أيلول 1598 | الابن        |
|        | إيزابيلا كلارا يوجينيا | 12 آب 1566          | 1 كانون الأول 1633  | 6 أيار 1598 حتى 13 تموز 1621           | الابنة       |
| ألبرت  | 15 تشرين الثاني 1559   | 13 تموز 1621        | زوج الابنة          | 6 أيار 1598 حتى 13 تموز 1621           |              |
|        | فيليب الرابع العظيم    | 8 نيسان 1605        | 17 أيلول 1665       | 31 تموز 1621 حتى 17 أيلول 1665         | ابن الأخ     |
|        | كارلوس الرابع المفتون  | 6 تشرين الثاني 1661 | 1 تشرين الثاني 1700 | 17 أيلول 1665 حتى 1 تشرين الثاني 1700  | الابن        |

خلال حرب الخلافة الإسبانية للفترة (1701–1714)، تنازع على الدوقية فيليب الخامس ملك إسبانيا حفيد لويس الرابع عشر ملك فرنسا من آل بوربون وكارل السادس ابن ليوبولد الأول من آل هابسبورغ.
في عام 1712، اتنزل الفرنسيون عن لوكسمبورغ ونامور لحليفهم ماكسيمليان الثاني إيمانويل، ناخب بافاريا، لكن في نهاية الحرب عام 1713 وبحسب معاهدة أوترخت احتفظ ماكسيمليان إيمانويل بلقبه ناخباً لبافاريا، بينما الدوقية ذهبت إلى الفرع النمساوي من آل هابسبورغ في عام 1713.

### آل بوربون
| الصورة | الاسم                      | تاريخ الميلاد       | تاريخ الوفاة | فترة الحكم                   | الصلة بسابقه |
| ------ | -------------------------- | ------------------- | ------------ | ---------------------------- | ------------ |
|        | فيليب الخامس فيليب الفرنسي | 19 كانون الأول 1683 | 9 تموز 1746  | 1 تشرين الثاني 1700 حتى 1712 | حفيد الأخ    |

### آل فيتلسباخ
| الصورة | الاسم                                                                                              | تاريخ الميلاد | تاريخ الوفاة | فترة الحكم             | الصلة بسابقه |
| ------ | -------------------------------------------------------------------------------------------------- | ------------- | ------------ | ---------------------- | ------------ |
|        | ماكسيميليان الثاني ماكسيميليان ايمانويل لودفيغ ماريا جوزيف كايتان أنطون نيكولاس فرانز إغناز فيليكس | 11 تموز 1662  | 26 شباط 1726 | 1712 حتى 11 نيسان 1713 | العم         |

### آل هابسبورغ
| الصورة | الاسم                                                              | تاريخ الميلاد      | تاريخ الوفاة         | فترة الحكم                                   | الصلة بسابقه           |
| ------ | ------------------------------------------------------------------ | ------------------ | -------------------- | -------------------------------------------- | ---------------------- |
|        | شارلز الخامس كارل فرانز جوزيف فنتسلاو بالتزار يوهان أنطون أغناتيوس | 1 تشرين الأول 1685 | 20 تشرين الأول 1740  | 11 نيسان 1713 حتى 20 تشرين الأول 1740        | قريب من الدرجة الثانية |
|        | ماريا تيريزا ماريا تيريزا فالبورغا أماليا كريستينا                 | 13 أيار 1717       | 29 تشرين الثاني 1780 | 20 تشرين الأول 1740 حتى 29 تشرين الثاني 1780 | الابنة                 |

### آل هابسبورغ-لورين
| الصورة | الاسم                                                | تاريخ الميلاد      | تاريخ الوفاة | فترة الحكم                            | الصلة بسابقه |
| ------ | ---------------------------------------------------- | ------------------ | ------------ | ------------------------------------- | ------------ |
|        | فرانسيس الأول فرانسوا إيتيان                         | 8 كانون الأول 1708 | 18 آب 1765   | 21 تشرين الثاني 1740 حتى 18 آب 1765   | الزوج        |
|        | جوزيف جوزيف بنديكت اوغست يوهانس أنطون ميشيل آدم      | 13 آذار 1741       | 20 شباط 1790 | 29 تشرين الثاني 1780 حتى 20 شباط 1790 | الابن        |
|        | ليوبولد بيتر ليوبولد جوزيف أنطون يواخيم بيوس غوتهارد | 5 أيار 1747        | 1 آذار 1792  | 20 شباط 1790 حتى 1 آذار 1792          | الأخ         |
|        | فرانتس الثاني فرانيسي جوزيف تشارلز                   | 12 شباط 1768       | 2 آذار 1835  | 1 آذار 1792 حتى 1794                  | الابن        |

احتل الثوار الفرنسيون لوكسمبورغ للفترة 1794 حتى 1813. رقيت لوكسمبورغ في مؤتمر فيينا إلى دوقية كبرى ومنحت وحدة شخصية تحت حكم فيلم الأول ملك هولندا.

## الدوق الأكبر للكسمبورغ
حالياً الدوق الأكبر للكسمبورغ هو رأس الدولة في لوكسمبورغ. ولوكسمبورغ هي الدولة المستقلة الوحيدة في العالم التي يحكمها دوق أكبر منذ أن رقيت لوكسمبورغ لصفة الدوقية الكبرى عام 1815 عند اتحادها مع هولندا تحت حكم عائلة أوراني - ناساو.

### عائلة أوراني - ناساو
| الصورة | الاسم                                                      | تاريخ الميلاد      | تاريخ الوفاة         | فترة الحكم                            | الصلة بسابقه                              |
| ------ | ---------------------------------------------------------- | ------------------ | -------------------- | ------------------------------------- | ----------------------------------------- |
|        | غيلاوم الأول فيلم فريدريك (الأمير فيلم الرابع أمير أوراني) | 24 آب 1772         | 12 كانون الأول 1843  | 15 آذار 1815 حتى 7 تشرين الأول 1840   | قريب فرانتس من الدرجة الثالثة ومن نسل آنا |
|        | غيلاوم الثاني فيلم فريدريك جورج لودفيك                     | 6 كانون الأول 1792 | 17 آذار 1849         | 7 تشرين الأول 1840 حتى 17 آذار 1849   | الابن                                     |
|        | غيلاوم الثالث فيلم ألكسندر بول فريدريك لودفيك              | 17 شباط 1817       | 23 تشرين الثاني 1890 | 17 آذار 1849 حتى 23 تشرين الثاني 1890 | الابن                                     |

### عائلة ناساو - فيلبيورخ
طبقاً لميثاق عائلة ناساو، فإن الأراضي التي تحكمها عائلة ناساو ضمن الإمبراطورية الرومانية المقدسة في فترة الميثاق (لوكسمبورغ وناساو فهي ملزمة بقانون شبيه بالقانون السالي الذي يسمح بإرث الإناث أو عن طريق نسل الإناث في حالة فناء الأفراد الذكور في السلالة فقط.
عند وفاة غيلاوم الثالث ترك بنتاً وريثة واحدة فقط هي فيلهلمينا التي صارت ملكة لهولندا غير الملزمة بالميثاق. أما تاج لوكسمبورغ فقد ذهب إلى ذكر من فرع آخر من عائلة ناساو هو أدولف، وهو دوق ناساو المطاح عن الحكم وكبير عائلة ناساو - فيلبيورخ.
| الاسم                                                              | الصورة | الولادة                          | الزواج | الوفاة                                | صلته بسبقه                           |
| ------------------------------------------------------------------ | ------ | -------------------------------- | --- | ------------------------------------- | ------------------------------------ |
| أدولف 23 تشرين الثاني 1890 – 17 تشرين الثاني 1905                  |        | 24 تموز 1817 فيسبادن (بروسيا)    | (1) الدوقة الكبرى أليزابيث 31 كانون الثاني 1844 [طفل واحد (ولد ميتاً)] (2) الدوقة الكبرى أديلايد ماري 23 نيسان 1851 [5 أطفال] | 17 تشرين الثاني 1905 كولمار بيرغ      | ابن أخ فيلم الثالث                   |
| غيلاوم الرابع 17 تشرين الثاني 1905 – 25 شباط 1912                  |        | 22 نيسان 1852 فيسبادن (بروسيا)   | الدوقة الكبرى ماريا آنا [6 أطفال]                                                                                            | 25 شباط 1912 كولمار بيرغ              | ابن أدولف                            |
| ماري أديلايد 25 شباط 1912 – 14 كانون الثاني 1919 (تنازلت عن العرش) |        | 14 حزيران 1894 كولمار بيرغ       | غير متزوجة [ليس لديها أطفال]                                                                                                 | 24 كانون الثاني 1924 لنغريس (ألمانيا) | ابنة فيلم الرابع                     |
| تشارلوتا 14 كانون الثاني 1919 – 12 تشرين الثاني 1964 (تنازلت)      |        | 23 كانون الثاني 1896 كولمار بيرغ | الأمير فيليكس 6 تشرين الثاني 1919 [6 أطفال]                                                                                  | 9 تموز 1985 فيشباخ                    | ابنة فيلم الرابع / وأخت ماري أديلايد |
| جان 12 تشرين الثاني 1964 – 7 تشرين الأول 2000 (تنازل)              |        | 5 كانون الثاني 1921 كولمار بيرغ  | الدوقة الكبرى جوزفين تشارلوت 9 نيسان 1953 [5 أطفال]                                                                          | 23 أبريل 2019 لوكسمبورغ               | ابن تشارلوت                          |
| هنري 7 تشرين الأول 2000 – حتى الآن                                 |        | 16 نيسان 1955 بيتزدورف           | الدوقة العظمى ماريا تريزا 4 شباط /14 شباط 1981 [5 أطفال]                                                                     | حي                                    | ابن جان                              |